# عفيفة الشرتونية
عفيفة الشرتونية (1886 – 1906)، كاتبة لبنانية، ابنة الشاعر واللغوي سعيد الشرتوني.

## نشأتها
ولدت في بيروت وتعلمت في مدرسة الراهبات الناصرات، ثم أرسلها والدها إلى مدرسة عينطورة، ثم إلى مدرسة التقدم في بيروت حيث تعلمت اللغتين العربية والفرنسية، وبعض العلوم، وتتلمذت على يد والدها في الإنشاء والنحو، فبدأت بالكتابة ونشرت مقالاتها في صحف لبنانية مثل المقتطف، والمقتبس، والروضة، وغيرها من الصحف.
جمع ميخائيل الشرتوني مقالاتها ومقالات أختها أنيسة التي كانت كاتبة أيضا، في كتاب «نفحات الوردتين».

## وفاتها
هاجرت إلى البرازيل مع زوجها وتوفيت هناك في مدينة بارا.